# Tanjung Balai Kota III
Tanjung Balai Kota III is een bestuurslaag in het regentschap Tanjung Balai van de provincie Noord-Sumatra, Indonesië. Tanjung Balai Kota III telt 4059 inwoners (volkstelling 2010).